# Opacifrons flavilabris
Opacifrons flavilabris är en tvåvingeart som först beskrevs av Walter Leopold Victor Hackman 1968.  Opacifrons flavilabris ingår i släktet Opacifrons och familjen hoppflugor. Arten är reproducerande i Sverige. Inga underarter finns listade i Catalogue of Life.